# La Gageure imprévue
La Gageure imprévue est une comédie en un acte et en prose de Michel-Jean Sedaine représentée pour la première fois le 27 mai 1768 à la Comédie-Française.
Jouée en 1768, elle présente la thématique de la dominance de la femme au XVIIIe siècle. Sedaine flatte la noblesse même si la pièce commence par une revendication sociale, mais rapidement il rassure cette catégorie sociale et il donne des arguments soutenant qu'elle mérite cette position.

## Distribution
| Acteurs et actrices ayant créé les rôles |                       |
| Personnage                               | Interprète            |
| Le marquis de Clainville                 | Préville              |
| M. Détieulette                           | Bellecour             |
| Bedon                                    | Antoine Claude Bouret |
| Lafleur                                  | François Augé         |
| La marquise de Clainville                | Mme Préville          |
| Adélaïde                                 | Mlle Doligny          |
| Gotte                                    | Mme Bellecour         |
| La gouvernante d’Adélaïde                | Marie-Anne Durand     |